# Axtone Records
Axtone Records är ett svenskt skivbolag, grundat 2005 av den svenska diskjockeyn Axwell. Skivbolaget startades först år 2005, för att det skulle vara enklare för Axwell att släppa sin egen musik, men under senare tid så har skivbolaget vuxit och signerat flera artister.  